# All I Really Want
«All I Really Want» es una canción de la cantante canadiense Alanis Morissette, perteneciente a su tercer álbum de estudio Jagged Little Pill. Fue el tercer sencillo del álbum que fue lanzado en los Estados Unidos y el último en ser lanzado internacionalmente. Fue una de las primeras canciones escritas para el álbum y se originó en una canción llamada "The Bottom Line" que además fue el primer tema que Morissette escribió junto a Glen Ballard. El sencillo llegó al número 14 en los EE. UU. en la lista del Billboard Modern Chart Rock Tracks, número 40 en Australia y el número 59 en el UK Singles Chart en diciembre de 1996.

## Vídeo musical
El sencillo no contó con un vídeo musical pero no había un vídeo promocional que contenía imágenes de los conciertos y los videos de "You Oughta Know" y "Hand in My Pocket".

## Lista de canciones
1. «All I Really Want» - 4:42

2. «Ironic» - Live from Sydney - 4:34

3. «Hand In My Pocket» - Live from Brisbane - 4:34

## Posicionamiento
| Listas (1995)                         | Posicionamiento |
| ------------------------------------- | --------------- |
| U.S. Billboard Hot 100 Airplay        | 65              |
| U.S. Billboard Hot Modern Rock Tracks | 14              |
| Listas (1996)                         | Posición        |
| Canadian Singles Chart                | 2               |
| U.K. Singles Chart                    | 59              |
| Australian Singles Chart              | 40              |
| Spanish Singles Chart                 | 33              |